# Dornstadt-Linkersbaindt
Dornstadt-Linkersbaindt – obszar wolny administracyjnie (gemeindefreies Gebiet) w Niemczech w kraju związkowym Bawaria, w rejencji Szwabia, w regionie Augsburg, w powiecie Donau-Ries. Obszar jest niezamieszkany.